# القیران
ال-قیران یک منطقهٔ مسکونی در یمن است که در استان صنعا واقع شده‌است.